# Torbjörn Ek (företagsledare)
Johan Torbjörn Ek, född 16 februari 1934 i Vrigstad, död 17 juni 2009 i Strängnäs, var en svensk företagsledare och personlighet inom svenskt näringsliv.
Ek var son till köpmannen Åke Ek och Dagny Wilsson. Han tog civilingenjörsexamen från Handelshögskolan i Stockholm, studerade vid University of Kansas 1956–1957 och blev diplomerad från Handelshögskolan i Stockholm 1958. Han var lärare vid Stockholms handelshögskola 1959, var assistent hos chefen för Scania 1960, var VD och försäljningschef vid Scania 1962–1969, VD för Volkswagen Stockholm 1969–1973, kommersiell direktör för Incentive 1973–1974, VD för LKB-Produkter 1974–1979, VD för gamla Hexagon 1979–1987 och var vice styrelseordförande för gamla Hexagon 1988–1989. Utöver detta var Ek styrelseordförande vid bland annat nya Hexagon, ledamot av Institutet för Näringslivsforskning och ledamot av nionde avdelningen vid Kungliga Ingenjörsvetenskapsakademien.
Som VD för Hexagon var Ek särskilt driven i frågor om förbättring av företags prestanda och i början av 1980-talet lanserade han den då revolutionerande idén om att förlänga driftstiden för företag från åtta till tolv timmar genom att införa två sextimmarsskift. 1987 köptes Hexagon av Munksjö och 1992 var Ek med om att grunda det nya Hexagon, där han blev styrelseordförande. Senare var han ordförande för Företagarna och på 1990-talet blev han ordförande för Styrelseakademiens Advisory Board. Ek var en av huvudpersonerna bakom Styrelseakademiens utveckling och etablering som en ideell förening. 1994–1998 var han Styrelseakademien Sveriges förste ordförande.
1990 tilldelades han Hans Majestät Konungens medalj av tolfte storleken för sina insatser som företagsledare. Ek var sedan 1961 gift med Christina Thorstensson.